# Monte (Alta Córsega)
Monte é uma comuna francesa na região administrativa de Córsega, no departamento da Alta Córsega. Estende-se por uma área de 14,8 km². 